# شارب إكس68000

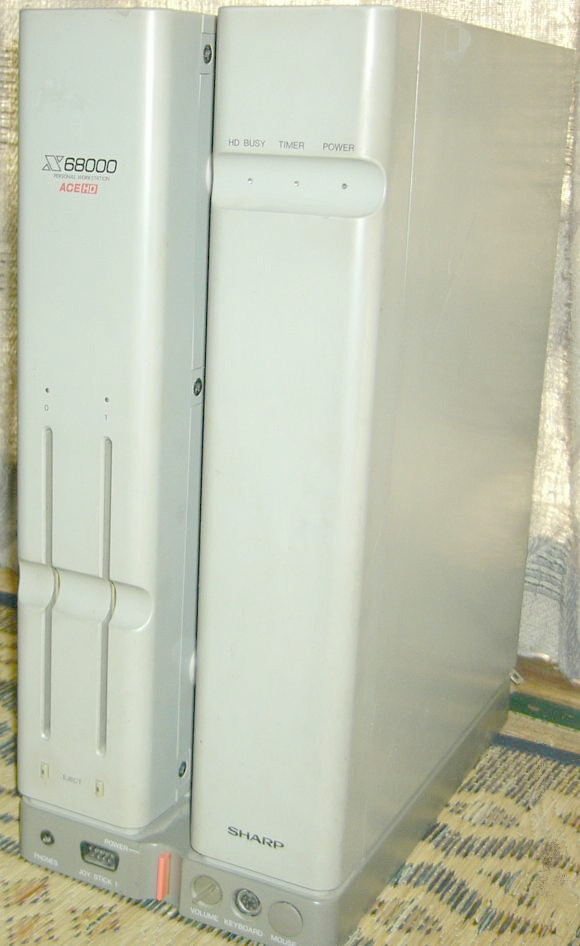
جهاز الحاسب المنزلي شارب إكس68000

شارب إكس68000 (بالإنجليزية: X68000) ، هو جهاز الحاسب الآلي للإستخدام المنزلي، من إنتاج شركة شارب اليابانية عام 1987م، ويعمل بنظام إم إس-دوس والذي طورته شركة هادسن سوفت.

## وصلات خارجية
- Website about the actual hardware
- Japanese Computer Emulation Centre  نسخة محفوظة 2 يوليو 2017 على موقع واي باك مشين.
- Japanese site for official public domain software and ROMs
- English site with X68000 Hardware information and emulators
- X68000 review at old-computers.com